# 別所和洋
別所 和洋（べっしょ かずひろ、1983年8月20日 - ）は、日本のピアニスト、キーボーディスト、作曲家、編曲家。埼玉県和光市出身。

## 人物
自身のソロプロジェクトとして発足したバンド、パジャマで海なんかいかないのリーダーであり、SUGIZO主催のジャムバンド、SHAGのメンバーとしても活動。
藤原さくら、Ovall、竹内アンナ、ACO、Keishi Tanaka、UNCHAIN、androp、Micheal Kaneko 、中山美穂、米津玄師らのサポート ミュージシャンとしても活動

## 来歴
埼玉県和光市出身。6歳からピアノを始め、18歳の時にジャズに出会う。
中央大学卒業後ジャズミュージシャンを志し、松下マサナオの誘いで、Yasei Collectoiveに加入。並行して、多くのアーティストのライブサポート、レコーディングも務める。GENTLE FOREST JAZZ BANDに加入後は、東京03の舞台のライブ演奏としての出演、八代亜紀、山本リンダとのコラボでのテレビ出演、各種CMや映画音楽、ドラマのテーマソングを担当。2018年にYasei Collectiveを脱退。2020年より、SUGIZO主催のジャムバンド、SHAGに加入。ブルーノート東京にて2Days公演をおこなう。2023年にGENTLE FOREST JAZZ BANDを脱退
2019年よりソロプロジェクトを開始、2021年にはその活動を「パジャマで海なんかいかない」という名前のバンドとして再始動。

## 活動

### バンドとしての活動

#### Yasei Collective
2009年 - Yasei Collectiveに加入
2012年 - Yasei Collectiveがフジロックフェスティバルに出演
2017年 - Yasei CollectiveがゲストにMark Guilianaを迎え、Blue Note Tokyoに出演
2018年 -  Yasei Collectiveを脱退

#### Gentle Forest Jazz Band
2014年 - Gentle  Forest Jazz Bandに加入
2015年 - Gentle  Forest Jazz Bandが東京03 FROLIC A HOLIC ラブストーリー『取り返しのつかない姿』に出演
2016年 - 二階堂和美with Gentle Forest Jazz Band「サマーソニック Tokyo」出演
二階堂和美with Gentle Forest Jazz Band「NHK-FM ライブビート」出演
2018年 - Gentle  Forest Jazz Bandが東京03 FROLIC A HOLIC 『何が格好いいのか、まだ分からない。』に出演
2020年 - 三谷幸喜脚本のAmazon プライム・ビデオオリジナルドラマ『誰かが、見ている』の音楽を担当

#### SHAG
2020年 - SHAGに加入
SHAGがブルーノート東京に出演
パジャマで海なんかいかない
2019年 - Kazuhiro Besshoとしてソロプロジェクトを開始
2020年 - ソロプロジェクトの名称を「パジャマで海なんかいかない」に変更。その後バンド編成で初の音源「Blue 」を公開
2021年 - Chloe, FiJA, Haruna,SeiyaとBesshoの5人でバンドとしての活動を開始。12月に豊洲PITにてバンド主催のフェスPAJAMA PARTY 2021にて、藤原さくら、二階堂和美 and Gentle Forest Jazz Band、THE BAWDIES、keishi tanaka、Yasei Collectiveを招き開催。
2022年 - 初のアルバム「Trip」をリリース
（参考）レコーディング、ライブのサポートをおこなったアーティスト一覧
- ACO
- androp
- THE BAWDIES
- BimBomBam楽団
- bonobos
- CHARA
- go!go!vanillas
- Keishi Tanaka
- Michael Kaneko
- Ovall
- SUGIZO
- TOKU
- UNCHAIN
- Yogee New Waves
- 入江陽
- 上白石萌音
- 竹内アンナ
- 中山美穂
- 藤原さくら
- 古川麦
- 森山直太朗
- 坂本真綾
- 東郷清丸
- 福原美穂
- 米津玄師